# Triffinscher Koeffizient
Der Triffinsche Koeffizient (auch Triffinscher Substitutionskoeffizient) ist in der Volkswirtschaftslehre eine volkswirtschaftliche Kennzahl, welche die Wettbewerbsintensität auf einem Markt wiedergibt.

## Allgemeines
Er wurde benannt nach Robert Triffin, der die Theorie hierzu im Jahre 1941 entwickelte. Der „Triffinsche Substitutionskoeffizient“ bildet ein Maß für die Ersetzbarkeit (Substitution) einer Ware durch eine andere Ware bzw. durch ein Surrogat. Er erleichtert die Ermittlung der Wettbewerbsintensität auf einem Markt. Triffin geht dabei anders vor als Heinrich Freiherr von Stackelberg, der 1934 die Marktformen nach der Anzahl der Marktteilnehmer unterteilte.

## Inhalt
Marktteilnehmer streben nach Gewinnmaximierung (Unternehmen) oder Nutzenmaximierung (Privathaushalte). Wichtigste Prämisse in Triffins Theorie ist die vollständige Substituierbarkeit der Güter oder Dienstleistungen. Marktpreisänderungen weisen einen unterschiedlichen Wirkungsgrad auf, denn es gibt verschiedene Auswirkungen der Preisänderung eines Anbieters auf das Absatzvolumen eines konkurrierenden Anbieters. Hiermit wird der Substitutionskoeffizient umschrieben.
Beispielsweise sind Butter und Margarine klassische Substitutionsgüter. Steigen die Butterpreise, so wird in vielen Privathaushalten die Butter durch Margarine ersetzt, deren Absatzvolumen nachfragebedingt steigt. Ändert das Unternehmen A den Verkaufspreis für Butter {\displaystyle pA} um den Betrag {\displaystyle \delta pA}, so beträgt die relative Preisänderung 
{\displaystyle {\frac {\delta pA}{pA}}}.
Wird durch diese Preisänderung das bisherige Absatzvolumen {\displaystyle xB} des Konkurrenten B derart beeinflusst, dass sich dessen Absatzmenge um {\displaystyle \delta xB} ändert, so beträgt bei B die relative Mengenänderung 
{\displaystyle {\frac {\delta xB}{xB}}}.
Triffin hat dann die relative Mengenänderung bei B zu der sie verursachenden relativen Preisänderung von A in Beziehung gesetzt und so einen Maßstab für die Stärke der Konkurrenzbeziehung zwischen A und B gefunden, der als Triffinscher Substitutionskoeffizient {\displaystyle T} bezeichnet wird:
{\displaystyle T={\delta xB \over xB}:{\delta pA \over pA}={\frac {pA\cdot \delta xB}{xB\cdot \delta pA}}}.
Der Substitutionskoeffizient gibt an, um wie viel Prozent sich die Absatzmenge eines Produktes ändert, wenn sich der Preis vom Substitutionsprodukt um ein Prozent ändert.

## Arten
Ausgehend von diesem Substitutionskoeffizienten hat Triffin drei Formen der Konkurrenzgebundenheit (die er englisch market situation nennt) entwickelt:
- Ist der Substitutionskoeffizient {\displaystyle T=0}, liegt ein Teilmonopol vor: Die Preisänderung von Unternehmen A hat auf die Absatzmenge von Unternehmen B keinen Einfluss, das Produkt ist nicht substituierbar. Beim echten Monopol gibt es kein Unternehmen B.
- Gegensatz ist die homogene Konkurrenz, wenn {\displaystyle T=\infty }, also der Koeffizient unendlich groß ist.
- Eine heterogene Konkurrenz liegt vor, wenn der Substitutionskoeffizient zwischen 0 und unendlich liegt, also {\displaystyle 0<T<\infty }.

Die heterogene Konkurrenz setzt einen unvollkommenen Markt voraus, bei dem die Nachfrager Präferenzen gegenüber den Anbietern aufweisen. Je größer hier der Koeffizient ist, umso schärfer ist die Konkurrenz.

## Kreuzpreiselastizität
Mit Triffins Substitutionskoeffizienten kann der Wettbewerb mit Hilfe der Kreuzpreiselastizität gemessen werden.